# 高體鰤
高體鰤（学名：Seriola dumerili），又稱杜氏鰤、紅甘鰺，俗名為紅甘或紅魽，在日本稱其為間八或勘八，為輻鰭魚綱鰺形目鰺科鰤屬的一個種。

## 分布
本魚分布於各大洋熱帶及亞熱帶水域。

## 深度
水深15至360公尺。

## 特徵
本魚體側有一條不明顯的黃色縱帶，由眼後直達尾柄部，幼魚、老成魚均明顯。吻端鈍圓，主上頜骨向後可達眼球中心點之正下方。第二背鰭前方軟條的長度，約略等於胸鰭長度。第一背鰭有硬棘7枚，第二背鰭有硬棘1枚、軟條26至21枚；臀鰭有硬棘1枚、軟條19至21枚。體長可達180公分。

## 生態
紅甘屬於完全海水魚，生存海域極廣，深淺皆有，食物來源主要是魚類，頭足類。屬於掠食性魚種，生性兇猛，喜愛追逐獵物，生長能力很強。

## 經濟利用
美味的高級食用魚。新鮮的魚肉做生魚片最佳。魚頭煮湯頗美味。